# Unione Sportiva Massese 2005-2006
Questa voce raccoglie le informazioni riguardanti l'Unione Sportiva Massese nelle competizioni ufficiali della stagione 2005-2006.

## Rosa
| N. |                   | Ruolo | Calciatore           |
| -- | ----------------- | ----- | -------------------- |
|    | Italia (bandiera) | C     | Niky Agnorelli       |
|    | Italia (bandiera) | D     | Ivano Baldanzeddu    |
|    | Italia (bandiera) | P     | Davide Bassi         |
|    | Italia (bandiera) | A     | Damiano Biggi        |
|    | Italia (bandiera) | C     | Roberto Bischeri     |
|    | Italia (bandiera) | A     | Vitaliano Bonuccelli |
|    | Italia (bandiera) | A     | Costantino Borneo    |
|    | Italia (bandiera) | C     | Stefano Botteghi     |
|    | Italia (bandiera) | A     | Andrea Cecchini      |
|    | Siria (bandiera)  | C     | Chadi Cheikh Merai   |
|    | Italia (bandiera) | D     | Andrea Cipolli       |
|    | Italia (bandiera) | C     | Andrea Consumi       |
|    | Italia (bandiera) | D     | Michele Coppola      |

| N. |                   | Ruolo | Calciatore          |
| -- | ----------------- | ----- | ------------------- |
|    | Serbia (bandiera) | C     | Miloš Dobrijević    |
|    | Italia (bandiera) | C     | Luca Fiasconi       |
|    | Italia (bandiera) | A     | Alessio Frati       |
|    | Italia (bandiera) | D     | Mirko Garaffoni     |
|    | Italia (bandiera) | D     | Simone Lonzi        |
|    | Italia (bandiera) | D     | Alberto Mantelli    |
|    | Italia (bandiera) | C     | Alessio Mariotti    |
|    | Italia (bandiera) | C     | Alessandro Moriconi |
|    | Italia (bandiera) | A     | Riccardo Musetti    |
|    | Italia (bandiera) | P     | Federico Nicastro   |
|    | Italia (bandiera) | A     | Matteo Rossi        |
|    | Italia (bandiera) | D     | Paolo Tricoli       |
|    | Italia (bandiera) | C     | Davide Vagnati      |

## Risultati

### Campionato

#### Girone di andata
| 28 agosto 2005 1ª giornata | Massese | 2 – 0 | Martina |  |

| 4 settembre 2005 2ª giornata | Napoli | 1 – 0 | Massese |  |

| 11 settembre 2005 3ª giornata | Massese | 3 – 1 | Pisa |  |

| 18 settembre 2005 4ª giornata | Gela | 1 – 0 | Massese |  |

| 25 settembre 2005 5ª giornata | Massese | 1 – 0 | Chieti |  |

| 2 ottobre 2005 6ª giornata | Torres | 1 – 0 | Massese |  |

| 9 ottobre 2005 7ª giornata | Massese | 1 – 2 | Perugia |  |

| 16 ottobre 2005 8ª giornata | Massese | 0 – 0 | Lanciano |  |

| 23 ottobre 2005 9ª giornata | Manfredonia | 0 – 0 | Massese |  |

| 6 novembre 2005 10ª giornata | Massese | 2 – 1 | Lucchese |  |

| 13 novembre 2005 11ª giornata | Acireale | 3 – 1 | Massese |  |

| 20 novembre 2005 12ª giornata | Massese | 1 – 0 | Pistoiese |  |

| 27 novembre 2005 13ª giornata | Grosseto | 1 – 0 | Massese |  |

| 2 dicembre 2005 14ª giornata | Sangiovannese | 1 – 0 | Massese |  |

| 11 dicembre 2005 15ª giornata | Massese | 0 – 0 | Juve Stabia |  |

| 15 dicembre 2005 16ª giornata | Foggia | 3 – 0 | Massese |  |

| 21 dicembre 2005 17ª giornata | Massese | 0 – 1 | Frosinone |  |

#### Girone di ritorno
| 8 gennaio 2006 18ª giornata | Martina | 0 – 1 | Massese |  |

| 13 gennaio 2006 19ª giornata | Massese | 1 – 0 | Napoli |  |

| 22 gennaio 2006 20ª giornata | Pisa | 3 – 1 | Massese |  |

| 29 gennaio 2006 21ª giornata | Massese | 1 – 1 | Gela |  |

| 5 febbraio 2006 22ª giornata | Chieti | 1 – 1 | Massese |  |

| 17 febbraio 2006 23ª giornata | Massese | 1 – 1 | Torres |  |

| 24 febbraio 2006 24ª giornata | Perugia | 0 – 0 | Massese |  |

| 5 marzo 2006 25ª giornata | Lanciano | 4 – 0 | Massese |  |

| 12 marzo 2006 26ª giornata | Massese | 0 – 0 | Manfredonia |  |

| 19 marzo 2006 27ª giornata | Lucchese | 4 – 0 | Massese |  |

| 26 marzo 2006 28ª giornata | Massese | 0 – 1 | Acireale |  |

| 2 aprile 2006 29ª giornata | Pistoiese | 3 – 0 | Massese |  |

| 9 aprile 2006 30ª giornata | Massese | 1 – 0 | Grosseto |  |

| 15 aprile 2006 31ª giornata | Massese | 0 – 0 | Sangiovannese |  |

| 23 aprile 2006 32ª giornata | Juve Stabia | 1 – 1 | Massese |  |

| 30 aprile 2006 33ª giornata | Massese | 1 – 0 | Foggia |  |

| 7 maggio 2006 34ª giornata | Frosinone | 1 – 1 | Massese |  |